# GIS (Карабінери Італії)
GIS (абр. від італ. Gruppo di intervento speciale, укр. Спеціальна група втручання) — елітний підрозділ корпусу карабінерів Італії. З 2004 року підрозділ кваліфікується, як спеціальні сили першого рівня (TIER1) збройних сил Італії, а за кордоном підрозділ діє, як частина мережі ATLAS.

## Історія
Протягом сімдесятих років минулого століття італійські політичні та цивільні установи зазнали жорстокого нападу з боку ультралівих терористичних груп. Хоча уряд не виступив з жодними офіційними ініціативами, в елітних підрозділах збройних сил і поліції Італії були створені підрозділи для розробки та випробування методів з порятунку заручників. Після успіху операції Feuerzauber (Чарівний вогонь) 18 жовтня 1977 року, проведеної німецьким спецпідрозділом GSG-9, яким вдалося звільнити 86 пасажирів і 3 членів екіпажу захопленого рейсу 181 Lufthansa, тодішній міністр внутрішніх справ Франческо Коссіга наказав створити GIS (Спеціальна група втручання), щоб поєднати антитерористичні операції з діями «командос». Таким чином, 24 жовтня 1977 року в директиву Міністерства внутрішніх справ про створення оперативних підрозділів для спеціальних антитерористичних операцій було внесено зміни.
6 лютого 1978 року керівництво карабінерів офіційно створило новий підрозділ GIS набравши до нього 36 добровольців з 1-го парашутного батальйону карабінерів«Тусканія», які пройшли жорсткий відбір і додаткові тренування. Цей підрозділ карабінерів міг діяти як у сфері забезпечення громадського порядку та безпеки, боротьбі з тероризмом, так і брати участь у військових операціях, як 1-й парашутно-десантний полк карабінерів «Тусканія» та 13-й полк карабінерів «Фріулі Венеція Джулія».
29 грудня 1980 року відбулася перша серйозна спецоперація Публічний дебют ГІС відбувся в м. Трані. У в'язниці спалахнув бунт під проводом ультралівих терористів, які там утримувалися. Активна фаза операції почалася з того, що над будівлею зависли вертольоти поліції, з яких швидко спустилися бійці GIS. Вони відновили контроль над в'язницею за кілька хвилин, незважаючи на багато на збройний опір бунтівників.
В 2004 році підрозділ GIS за кордоном почав діяти, як частина мережі ATLAS, це організація Європейського союзу, що включає підрозділи тактичної поліції всіх країн-членів, а також деяких держав, що не входять до ЄС. Вказана організація займається координацією роботи європейських антитерористичних підрозділів на наднаціональному рівні.

## Організаційна структура
З 2001 року підрозділ є частиною 2-ї мобільної бригади карабінерів і підпорядковується Головному командуванню карабінерів. Під час операцій за кордоном GIS підпорядковується командуванню Об’єднаних сил з операцій спеціального призначення Генерального штабу оборони Італії, що базується на аеродромі «Франческо Баракка» Рим-Ченточелле. Що стосується будь-яких поліцейських операцій в середині країни то тут GIS підпорядковується виключно Генеральному командувачу карабінерів.
Точна кількість оперативного персоналу підрозділу є таємною інформацією, але відомо, що підрозділи організовані в роди, що включають в себе:
- Штабний підрозділ - виконує адміністративні та бюрократичні завдання. При штабі також знаходиться рекрутинговий центр;
- Відділ оперативного планування - відповідає за розробку планів під час складних операцій. Паралельно вони проводять аналіз підрозділу і визначають яке оснащення їм потрібно;
- Підрозділ переговорників - перші кого підключають до вирішення складних операцій, особливо із заручниками. Їх завдання врятувати людей без залучення штурмових груп GIS, а якщо це не вдається то їх завдання максимально довго тягнути час, щоб інші підрозділи мали час на планування і підготовку операції;
- Підрозділ інструкторів - відповідають за підготовку новобранців і навчання тих хто співпрацює з GIS. Їхнє завдання навчити працювати всіх членів підрозділу, як один живий організм;
- Підрозділ снайперів і розвідників - спеціалізуються на точних стрільбах та розвідці цілей під час операції;
- Підрозділ техніків - відповідає за радіозв'язок під час операцій;
- Штурмові загони - виконують завдання по силовому вирішенні операції, якщо інші несилові методи не подіяли. В кожен загін входить по чотири оперативника: командир, спеціаліст-вибухотехнік, спеціаліст із скелелазіння, спеціаліст із спецобладнання.